# کوگارت
کوگارت (به لاتین: Kögart) یک رود در قرقیزستان است که در استان جلال‌آباد واقع شده‌است.